# Kamerik-Mijzijde
Kamerik-Mijzijde est une ancienne commune néerlandaise de la province d'Utrecht.
Du 1er janvier 1812 au 1er janvier 1818, la commune était regroupée avec Kamerik-Houtdijken et 's-Gravesloot à la première commune de Kamerik, qui n'a existé que 6 ans.
Kamerik-Mijzijde était composée d'une partie du village de Kamerik, correspondant à l'actuel Mijzijde, et d'une dizaine de maisons dispersées. En 1840, la commune comptait 67 maisons et 417 habitants.
Le 8 septembre 1857 Kamerik-Mijzijde a fusionné avec la commune de Kamerik-Houtdijken, 's-Gravesloot et Teckop pour former la nouvelle commune de Kamerik.